# 同聚院 (伊勢崎市)
同聚院（どうじゅいん）は、群馬県伊勢崎市曲輪町にある曹洞宗の寺院である。

## 歴史
平治元年（1159年）、三浦義明が赤石左衛門の菩提を弔うために創建したと伝えられる。
新田義貞との縁が古く、寺院の家紋は大中黒を使用している。
江戸時代には伊勢崎藩主となった稲垣長茂の位牌所として庇護される。稲垣家が移封されて伊勢崎陣屋が一旦破却されると、その陣屋門を譲り受けて武家門として移築した。

## 文化財
- 武家門（伊勢崎市指定重要文化財）
- 大カヤ（樹齢約600年、樹高37m、目通り周5m、根本周10m）（伊勢崎指定天然記念物）
- 石幢（1480年（文明12年）建立）（伊勢崎市指定重要文化財）
- 関当義・重嶷（まさよし・しげたか）父子の墓（伊勢崎市指定史跡）